# Salix pseudowolohoensis
Salix pseudowolohoensis — вид квіткових рослин із родини вербових (Salicaceae).

## Морфологічна характеристика
Це кущ до 2 метрів заввишки. Гілочки тьмяно-коричневі чи коричнево-червоні, дещо запушені. Листки на ніжках 3–6 мм, біло-повстяних; листкова пластинка ланцетна чи подовжено-ланцетна, 3–5 × 0.8–1.2 см, абаксіально (низ) щільно шовковисто-повстяна, адаксіально зелена, вовниста, край нечітко віддалено, залозисто-зубчастий або майже суцільний, верхівка загострена. Чоловіча сережка тонко циліндрична, ≈ 15 × 3 мм. Чоловіча квітка: тичинок 2 або 3, різні; пиляки жовті, еліпсоїдні. Жіноча сережка тонко циліндрична, 10–15 × 2–3 мм. Жіноча квітка: зав'язь яйцювата, гола. Коробочка яйцювато-довгаста.

## Середовище проживання
Сичуань, пн.-зх. Юньнань. Населяє вологі гірські схили; на висотах 1100–3500 метрів.